# Chodsigoa sodalis
Chodsigoa sodalis — вид ссавців з родини мідицевих (Soricidae).

## Опис
Із довжиною голови й тулуба від 6.5 до 7.1 сантиметрів і вагою приблизно від 4.2 до 5.6 грамів ця мідиця належить до малих і середніх видів. Хвіст досягає довжини від 64 до 73 міліметрів, задні лапи від 13 до 15 міліметрів. Тіло представників виду струнке і вкрите довгим волоссям довжиною від 4 до 5 міліметрів. Колір спини рівномірно темно-сіро-коричневий і переходить у більш темний колір живота на боках. Хвіст темно-оливково-коричневий як зверху, так і знизу. Лапи порівняно великі і вкриті короткою білою шерстю.

## Поширення
Цей вид є ендеміком Тайваню. Живе на висотах від 1500 до 2500 метрів. Цей вид населяє широколистяні ліси.